# 14 Pułk Ułanów (Cesarstwo Niemieckie)
14 pułk ułanów (2 Hanowerski) (niem. 2. Hannoversches Ulanen-Regiment Nr. 14)  – pułk kawalerii niemieckiej okresu Cesarstwa Niemieckiego.

## Charakterystyka
Pułk został sformowany 10 grudnia 1805. Stacjonował w Saint-Avold i Morhange . Wchodził w skład XVI Korpusu Armijnego .

 Wiosną 1914 był w strukturze 34 Brygady Kawalerii z 34 Dywizji Piechoty.
W wyniku mobilizacji, w sierpniu 1914 pułk osiągnął gotowość bojową i w składzie 34 Dywizji Piechoty z XVI Korpusu Armijnego został wysłany na front zachodni.

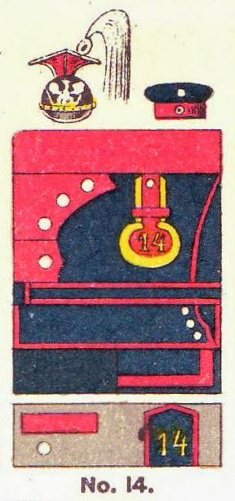
Oznaki pułku